# Mykola Kolessa
Mykola Kolessa (ukrainsk: Микола Філаретович Колесса tr. Mykola Filaretovytj Kolessa ; født 6. december 1903, Sambir, død 8. juni 2006, Lviv) var en ukrainsk komponist, dirigent, lærer og rektor.
Kolessa studerede komposition i Prag hos Vitezslav Novak og Otakar Ostrcil, underviste senere på Musikkonservatoriet i Lviv.
Han har skrevet 2 symfonier, orkesterværker, kammermusik, sceneværker, korværker og sange.
Kolessa var dirigent for Lviv´s Radio Symfoniorkester, og var rektor på Lysenko Instituttet i musikafdelingen.